# Усть-Вымь
Усть-Вымь (коми Емдін) — село в Усть-Вымском районе Республики Коми. Административный центр сельского поселения Усть-Вымь.
С 1922 по 1928 год село было центром Усть-Вымского уезда, а с 1929 по 1943 год — центром Усть-Вымского района, после чего районный центр был перенесён в село Айкино.

## География
Село находится в 72 км от города Сыктывкар, в устье реки Вымь (приток реки Вычегда).

## История

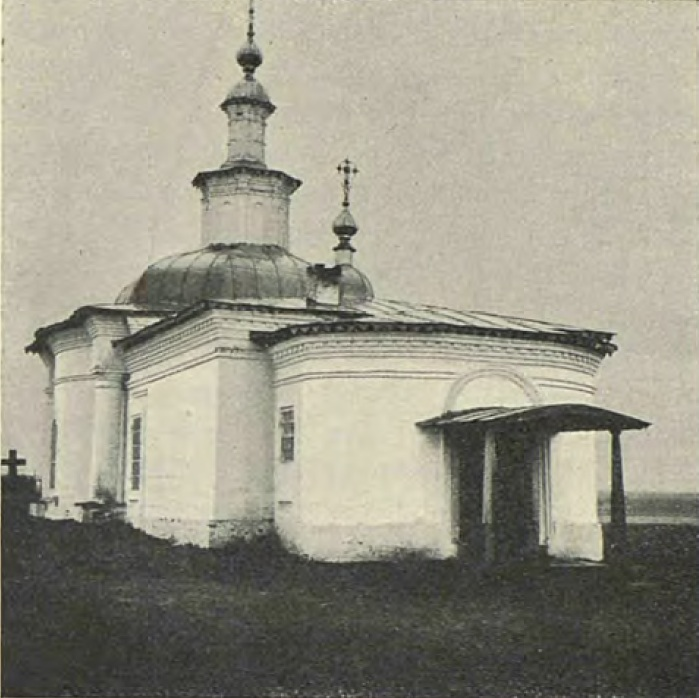
Церковь на месте вещей березы (фотография 1908 года)

Согласно «Житию Стефана Пермского», составленному Епифанием Премудрым на рубеже XIV—XV веков, иеромонах Стефан построил церковь «на мѣсте, нарицаемѣм на Усть-Вымы, идѣже Вымь-река своим устьем вошла въ Вычегду-реку, идѣже последи создана бысть обитель его большая, еже потом и епископья его наречена бысть. Егда же свяща церковь сию, яко быти ей нарече во имя <…> Благовѣщениа». Вычегодско-Вымская (Мисаило-Евтихиевская) летопись уточняет, что произошло это в 1380 году, а близ того места была «кумирница» пермян-язычников.
В 1383 году из Ростовской епархии была выделена особая Пермская епархия с кафедрой в Усть-Выми.
В 1392 году город был осаждён вогулами, спустившимися с верховьев Вычегды во главе с Памом-сотником. Узнав о возможном приближении устюжан, вогулы отступили.
В 1589 году кафедральный центр Пермской епархии перенесли из Усть-Выми в Вологду.
В конце XVI века основатель Усть-Вымской Архангельской пустыни Мисаил начал вести Вычегодско-Вымскую летопись. После его смерти она была продолжена священником Усть-Вымской Благовещенской церкви Евтихием. По их именам летопись получила второе название — «Мисаило-Евтихиевская».
«Книга Большому чертежу» (1627 год) сообщает, что река Вымь (из-за ошибочного перевода названа Птицей) впадает в Вычегду «с вышней стороны, под городом под Старою Пермью».

## Население
| 1939 | 2010 |
| ---- | ---- |
| 2386 | ↘760 |

## Известные уроженцы
- Галина Питиримовна Лыткина (1928—2014) — советская театральная актриса, народная артистка Коми АССР, заслуженная артистка РСФСР.[7]
- Николай Михайлович Дьяконов (1911—1982) — советский драматург и актёр, театральный режиссёр.[8]

## Культовые сооружения
- Усть-Вымский Михаило-Архангельский монастырь:
  - Стефановская церковь (предположительно построена в 1755—1766 годах).
  - Михаило-Архангельская церковь (1795).